# Swiss Army Man
Swiss Army Man is een Amerikaanse film uit 2016, geschreven en geregisseerd door Daniel Scheinert en Daniel Kwan. De film ging in wereldpremière op 22 januari op het Sundance Film Festival in de U.S. Dramatic Competition.

## Verhaal
Hank is gestrand op een klein onbewoond eiland en heeft alle hoop opgegeven om nog thuis te komen. Maar op een dag spoelt er een lijk aan op het strand en beseft hij dat dit zijn laatste kans is om aan een zekere dood te ontsnappen. Samen met zijn nieuwe "vriend" gaat hij op avontuur om terug bij de vrouw van zijn dromen te geraken.

## Rolverdeling
| Acteur                  | Personage |
| ----------------------- | --------- |
| Paul Dano               | Hank      |
| Daniel Radcliffe        | Manny     |
| Mary Elizabeth Winstead | Sarah     |